# ویلی اوبامیانگ
ویلی اوبامیانگ (انگلیسی: Willy Aubameyang؛ زادهٔ ۱۶ فوریهٔ ۱۹۸۷) بازیکن فوتبال اهل فرانسه است.
از باشگاه‌هایی که در آن بازی کرده‌است می‌توان به باشگاه فوتبال کیلمارنوک، باشگاه فوتبال آ.ث. میلان، باشگاه فوتبال آولینو، باشگاه فوتبال مونتسا، باشگاه فوتبال بروسیا دورتموند، باشگاه فوتبال اوپن، و باشگاه فوتبال سن-اتین اشاره کرد.
وی همچنین در تیم ملی فوتبال گابن بازی کرده‌است.

## زندگی شخصی
برادران ویلی، پیر امریک و کاتیلینا نیز مانند پدرشان پیر، بازیکن فوتبال هستند و همگی سابقه بازی برای تیم ملی فوتبال گابن را در کارنامه دارند.